# Lockdown no Brasil em 2021
Lockdown no Brasil em 2021 diz respeito a iniciativas implantadas por alguns governadores e prefeitos brasileiros. Contrários às políticas adotadas pelo governo Jair Bolsonaro, os mandatários adotaram as orientações da Organização Mundial da Saúde (OMS) para combater a pandemia de COVID-19 no país, causada pelo coronavírus da síndrome respiratória aguda grave 2 (SARS-CoV-2).

## Unidades federativas
| Estado             | Isolamento total           | Isolamento parcial | Data de início                      | Data de término (previsão)          |
| ------------------ | -------------------------- | ------------------ | ----------------------------------- | ----------------------------------- |
| Amapá              | Amapá                      |                    | 18 de março                         | 31 de março                         |
| Amapá              | Calçoene                   |                    | 18 de março                         | 31 de março                         |
| Amapá              | Cutias                     |                    | 18 de março                         | 31 de março                         |
| Amapá              | Ferreira Gomes             |                    | 18 de março                         | 31 de março                         |
| Amapá              | Itaubal                    |                    | 18 de março                         | 31 de março                         |
| Amapá              | Laranjal do Jari           |                    | 18 de março                         | 31 de março                         |
| Amapá              | Macapá                     |                    | 18 de março                         | 31 de março                         |
| Amapá              | Mazagão                    |                    | 18 de março                         | 31 de março                         |
| Amapá              | Oiapoque                   |                    | 18 de março                         | 31 de março                         |
| Amapá              | Pedra Branca do Amapari    |                    | 18 de março                         | 31 de março                         |
| Amapá              | Porto Grande               |                    | 18 de março                         | 31 de março                         |
| Amapá              | Pracuúba                   |                    | 18 de março                         | 31 de março                         |
| Amapá              | Santana                    |                    | 18 de março                         | 31 de março                         |
| Amapá              | Serra do Navio             |                    | 18 de março                         | 31 de março                         |
| Amapá              | Tartarugalzinho            |                    | 18 de março                         | 31 de março                         |
| Amapá              | Vitória do Jari            |                    | 18 de março                         | 31 de março                         |
| Bahia              | Caculé                     |                    | 1 de março                          | 15 de março                         |
| Bahia              | Caetité                    |                    | 1 de março                          | 15 de março                         |
| Bahia              | Candiba                    |                    | 1 de março                          | 15 de março                         |
| Bahia              | Carinhanha                 |                    | 1 de março                          | 15 de março                         |
| Bahia              | Feira da Mata              |                    | 1 de março                          | 15 de março                         |
| Bahia              | Guanambi                   |                    | 1 de março                          | 15 de março                         |
| Bahia              | Ibiassucê                  |                    | 1 de março                          | 15 de março                         |
| Bahia              | Igaporã                    |                    | 1 de março                          | 15 de março                         |
| Bahia              | Iuiú                       |                    | 1 de março                          | 15 de março                         |
| Bahia              | Jacaraci                   |                    | 1 de março                          | 15 de março                         |
| Bahia              | Lagoa Real                 |                    | 1 de março                          | 15 de março                         |
| Bahia              | Licínio de Almeida         |                    | 1 de março                          | 15 de março                         |
| Bahia              | Malhada                    |                    | 1 de março                          | 15 de março                         |
| Bahia              | Matina                     |                    | 1 de março                          | 15 de março                         |
| Bahia              | Mortugaba                  |                    | 1 de março                          | 15 de março                         |
| Bahia              | Palmas de Monte Alto       |                    | 1 de março                          | 15 de março                         |
| Bahia              | Pindaí                     |                    | 1 de março                          | 15 de março                         |
| Bahia              | Riacho de Santana          |                    | 1 de março                          | 15 de março                         |
| Bahia              | Rio do Antônio             |                    | 1 de março                          | 15 de março                         |
| Bahia              | Sebastião Laranjeiras      |                    | 1 de março                          | 15 de março                         |
| Bahia              | Tanque Novo                |                    | 1 de março                          | 15 de março                         |
| Bahia              | Urandi                     |                    | 1 de março                          | 15 de março                         |
| Bahia              | Araci                      |                    | 6 de março                          | 10 de março                         |
| Bahia              | Barrocas                   |                    | 6 de março                          | 10 de março                         |
| Bahia              | Biritinga                  |                    | 6 de março                          | 10 de março                         |
| Bahia              | Conceição do Coité         |                    | 6 de março                          | 10 de março                         |
| Bahia              | Euclides da Cunha          |                    | 6 de março                          | 10 de março                         |
| Bahia              | Lamarão                    |                    | 6 de março                          | 10 de março                         |
| Bahia              | Monte Santo                |                    | 6 de março                          | 10 de março                         |
| Bahia              | Quijingue                  |                    | 6 de março                          | 10 de março                         |
| Bahia              | Retirolândia               |                    | 6 de março                          | 10 de março                         |
| Bahia              | Santaluz                   |                    | 6 de março                          | 10 de março                         |
| Bahia              | São Domingos               |                    | 6 de março                          | 10 de março                         |
| Bahia              | Serrinha                   |                    | 6 de março                          | 10 de março                         |
| Bahia              | Teofilândia                |                    | 6 de março                          | 10 de março                         |
| Bahia              | Tucano                     |                    | 6 de março                          | 10 de março                         |
| Bahia              | Valente                    |                    | 6 de março                          | 10 de março                         |
| Bahia              | Andorinha                  |                    | 8 de março 22 de março              | 10 de março 29 de março             |
| Bahia              | Antônio Gonçalves          |                    | 8 de março 22 de março              | 10 de março 29 de março             |
| Bahia              | Campo Alegre de Lourdes    |                    | 8 de março 22 de março              | 10 de março 29 de março             |
| Bahia              | Campo Formoso              |                    | 8 de março 22 de março              | 10 de março 29 de março             |
| Bahia              | Cansanção                  |                    | 8 de março 22 de março              | 10 de março 29 de março             |
| Bahia              | Canudos                    |                    | 8 de março 22 de março              | 10 de março 29 de março             |
| Bahia              | Casa Nova                  |                    | 8 de março 22 de março              | 10 de março 29 de março             |
| Bahia              | Curaçá                     |                    | 8 de março 22 de março              | 10 de março 29 de março             |
| Bahia              | Filadélfia                 |                    | 8 de março 22 de março              | 10 de março 29 de março             |
| Bahia              | Itiúba                     |                    | 8 de março 22 de março              | 10 de março 29 de março             |
| Bahia              | Jaguarari                  |                    | 8 de março 22 de março              | 10 de março 29 de março             |
| Bahia              | Juazeiro                   |                    | 8 de março 22 de março              | 10 de março 29 de março             |
| Bahia              | Pilão Arcado               |                    | 8 de março 22 de março              | 10 de março 29 de março             |
| Bahia              | Pindobaçu                  |                    | 8 de março 22 de março              | 10 de março 29 de março             |
| Bahia              | Ponto Novo                 |                    | 8 de março 22 de março              | 10 de março 29 de março             |
| Bahia              | Remanso                    |                    | 8 de março 22 de março              | 10 de março 29 de março             |
| Bahia              | Senhor do Bonfim           |                    | 8 de março 22 de março              | 10 de março 29 de março             |
| Bahia              | Sento Sé                   |                    | 8 de março 22 de março              | 10 de março 29 de março             |
| Bahia              | Sobradinho                 |                    | 8 de março 22 de março              | 10 de março 29 de março             |
| Bahia              | Uauá                       |                    | 8 de março 22 de março              | 10 de março 29 de março             |
| Bahia              | Nordestina                 | 22 de março        | 29 de março                         |                                     |
| Bahia              | Queimadas                  | 22 de março        | 29 de março                         |                                     |
| Ceará              | Mombaça                    |                    | 25 de fevereiro                     | 1 de março                          |
| Ceará              | Santa Quitéria             |                    | 25 de fevereiro                     | 11 de abril                         |
| Ceará              | Meruoca                    |                    | 26 de fevereiro                     | 5 de março                          |
| Ceará              | Palhano                    |                    | 27 de fevereiro                     | 7 de março                          |
| Ceará              | Pentecoste                 |                    | 5 de março                          | 8 de março                          |
| Ceará              | Catarina                   |                    | 5 de março                          | 11 de abril                         |
| Ceará              | Fortaleza                  |                    | 5 de março                          | 11 de abril                         |
| Ceará              | Itapipoca                  |                    | 6 de março                          | 11 de abril                         |
| Ceará              | Carnaubal                  |                    | 7 de março                          | 11 de abril                         |
| Ceará              | Croatá                     |                    | 7 de março                          | 11 de abril                         |
| Ceará              | Guaraciaba do Norte        |                    | 7 de março                          | 11 de abril                         |
| Ceará              | Ibiapina                   |                    | 7 de março                          | 11 de abril                         |
| Ceará              | Ipu                        |                    | 7 de março                          | 11 de abril                         |
| Ceará              | São Benedito               |                    | 7 de março                          | 11 de abril                         |
| Ceará              | Tianguá                    |                    | 7 de março                          | 11 de abril                         |
| Ceará              | Ubajara                    |                    | 7 de março                          | 11 de abril                         |
| Ceará              | Viçosa do Ceará            |                    | 7 de março                          | 11 de abril                         |
| Ceará              | Alcântaras                 |                    | 8 de março                          | 11 de abril                         |
| Ceará              | Cariré                     |                    | 8 de março                          | 11 de abril                         |
| Ceará              | Coreaú                     |                    | 8 de março                          | 11 de abril                         |
| Ceará              | Forquilha                  |                    | 8 de março                          | 11 de abril                         |
| Ceará              | Graça                      |                    | 8 de março                          | 11 de abril                         |
| Ceará              | Groaíras                   |                    | 8 de março                          | 11 de abril                         |
| Ceará              | Massapê                    |                    | 8 de março                          | 11 de abril                         |
| Ceará              | Meruoca                    |                    | 8 de março                          | 11 de abril                         |
| Ceará              | Moraújo                    |                    | 8 de março                          | 11 de abril                         |
| Ceará              | Mucambo                    |                    | 8 de março                          | 11 de abril                         |
| Ceará              | Pacujá                     |                    | 8 de março                          | 11 de abril                         |
| Ceará              | Pires Ferreira             |                    | 8 de março                          | 11 de abril                         |
| Ceará              | Reriutaba                  |                    | 8 de março                          | 11 de abril                         |
| Ceará              | Santana do Acaraú          |                    | 8 de março                          | 11 de abril                         |
| Ceará              | Sobral                     |                    | 8 de março                          | 11 de abril                         |
| Ceará              | Uruoca                     |                    | 8 de março                          | 11 de abril                         |
| Ceará              | Varjota                    |                    | 8 de março                          | 11 de abril                         |
| Ceará              | Caucaia                    |                    | 12 de março                         | 11 de abril                         |
| Distrito Federal   |                            | Brasília           | 1 de março                          | 29 de março                         |
| Espírito Santo     | Água Doce do Norte         |                    | 24 de março                         | 4 de abril                          |
| Espírito Santo     | Barra de São Francisco     |                    | 24 de março                         | 4 de abril                          |
| Espírito Santo     | São Gabriel da Palha       |                    | 24 de março                         | 4 de abril                          |
| Espírito Santo     | Vila Pavão                 |                    | 26 de março                         | 4 de abril                          |
| Espírito Santo     | Afonso Cláudio             |                    | 28 de março                         | 4 de abril                          |
| Espírito Santo     | Águia Branca               |                    | 28 de março                         | 4 de abril                          |
| Espírito Santo     | Alegre                     |                    | 28 de março                         | 4 de abril                          |
| Espírito Santo     | Alfredo Chaves             |                    | 28 de março                         | 4 de abril                          |
| Espírito Santo     | Alto Rio Novo              |                    | 28 de março                         | 4 de abril                          |
| Espírito Santo     | Anchieta                   |                    | 28 de março                         | 4 de abril                          |
| Espírito Santo     | Apiacá                     |                    | 28 de março                         | 4 de abril                          |
| Espírito Santo     | Aracruz                    |                    | 28 de março                         | 4 de abril                          |
| Espírito Santo     | Atílio Vivácqua            |                    | 28 de março                         | 4 de abril                          |
| Espírito Santo     | Baixo Guandu               |                    | 28 de março                         | 4 de abril                          |
| Espírito Santo     | Boa Esperança              |                    | 28 de março                         | 4 de abril                          |
| Espírito Santo     | Bom Jesus do Norte         |                    | 28 de março                         | 4 de abril                          |
| Espírito Santo     | Brejetuba                  |                    | 28 de março                         | 4 de abril                          |
| Espírito Santo     | Cachoeiro de Itapemirim    |                    | 28 de março                         | 4 de abril                          |
| Espírito Santo     | Cariacica                  |                    | 28 de março                         | 4 de abril                          |
| Espírito Santo     | Castelo                    |                    | 28 de março                         | 4 de abril                          |
| Espírito Santo     | Colatina                   |                    | 28 de março                         | 4 de abril                          |
| Espírito Santo     | Conceição da Barra         |                    | 28 de março                         | 4 de abril                          |
| Espírito Santo     | Conceição do Castelo       |                    | 28 de março                         | 4 de abril                          |
| Espírito Santo     | Divino de São Lourenço     |                    | 28 de março                         | 4 de abril                          |
| Espírito Santo     | Domingos Martins           |                    | 28 de março                         | 4 de abril                          |
| Espírito Santo     | Dores do Rio Preto         |                    | 28 de março                         | 4 de abril                          |
| Espírito Santo     | Ecoporanga                 |                    | 28 de março                         | 4 de abril                          |
| Espírito Santo     | Fundão                     |                    | 28 de março                         | 4 de abril                          |
| Espírito Santo     | Governador Lindenberg      |                    | 28 de março                         | 4 de abril                          |
| Espírito Santo     | Guaçuí                     |                    | 28 de março                         | 4 de abril                          |
| Espírito Santo     | Guarapari                  |                    | 28 de março                         | 4 de abril                          |
| Espírito Santo     | Ibatiba                    |                    | 28 de março                         | 4 de abril                          |
| Espírito Santo     | Ibiraçu                    |                    | 28 de março                         | 4 de abril                          |
| Espírito Santo     | Ibitirama                  |                    | 28 de março                         | 4 de abril                          |
| Espírito Santo     | Iconha                     |                    | 28 de março                         | 4 de abril                          |
| Espírito Santo     | Irupi                      |                    | 28 de março                         | 4 de abril                          |
| Espírito Santo     | Itaguaçu                   |                    | 28 de março                         | 4 de abril                          |
| Espírito Santo     | Itapemirim                 |                    | 28 de março                         | 4 de abril                          |
| Espírito Santo     | Itarana                    |                    | 28 de março                         | 4 de abril                          |
| Espírito Santo     | Iúna                       |                    | 28 de março                         | 4 de abril                          |
| Espírito Santo     | Jaguaré                    |                    | 28 de março                         | 4 de abril                          |
| Espírito Santo     | Jerônimo Monteiro          |                    | 28 de março                         | 4 de abril                          |
| Espírito Santo     | João Neiva                 |                    | 28 de março                         | 4 de abril                          |
| Espírito Santo     | Laranja da Terra           |                    | 28 de março                         | 4 de abril                          |
| Espírito Santo     | Linhares                   |                    | 28 de março                         | 4 de abril                          |
| Espírito Santo     | Mantenópolis               |                    | 28 de março                         | 4 de abril                          |
| Espírito Santo     | Marataízes                 |                    | 28 de março                         | 4 de abril                          |
| Espírito Santo     | Marechal Floriano          |                    | 28 de março                         | 4 de abril                          |
| Espírito Santo     | Marilândia                 |                    | 28 de março                         | 4 de abril                          |
| Espírito Santo     | Mimoso do Sul              |                    | 28 de março                         | 4 de abril                          |
| Espírito Santo     | Montanha                   |                    | 28 de março                         | 4 de abril                          |
| Espírito Santo     | Mucurici                   |                    | 28 de março                         | 4 de abril                          |
| Espírito Santo     | Muniz Freire               |                    | 28 de março                         | 4 de abril                          |
| Espírito Santo     | Muqui                      |                    | 28 de março                         | 4 de abril                          |
| Espírito Santo     | Nova Venécia               |                    | 28 de março                         | 4 de abril                          |
| Espírito Santo     | Pancas                     |                    | 28 de março                         | 4 de abril                          |
| Espírito Santo     | Pedro Canário              |                    | 28 de março                         | 4 de abril                          |
| Espírito Santo     | Pinheiros                  |                    | 28 de março                         | 4 de abril                          |
| Espírito Santo     | Piúma                      |                    | 28 de março                         | 4 de abril                          |
| Espírito Santo     | Ponto Belo                 |                    | 28 de março                         | 4 de abril                          |
| Espírito Santo     | Presidente Kennedy         |                    | 28 de março                         | 4 de abril                          |
| Espírito Santo     | Rio Bananal                |                    | 28 de março                         | 4 de abril                          |
| Espírito Santo     | Rio Novo do Sul            |                    | 28 de março                         | 4 de abril                          |
| Espírito Santo     | Santa Leopoldina           |                    | 28 de março                         | 4 de abril                          |
| Espírito Santo     | Santa Maria de Jetibá      |                    | 28 de março                         | 4 de abril                          |
| Espírito Santo     | Santa Teresa               |                    | 28 de março                         | 4 de abril                          |
| Espírito Santo     | São Domingos do Norte      |                    | 28 de março                         | 4 de abril                          |
| Espírito Santo     | São José do Calçado        |                    | 28 de março                         | 4 de abril                          |
| Espírito Santo     | São Mateus                 |                    | 28 de março                         | 4 de abril                          |
| Espírito Santo     | São Roque do Canaã         |                    | 28 de março                         | 4 de abril                          |
| Espírito Santo     | Serra                      |                    | 28 de março                         | 4 de abril                          |
| Espírito Santo     | Sooretama                  |                    | 28 de março                         | 4 de abril                          |
| Espírito Santo     | Vargem Alta                |                    | 28 de março                         | 4 de abril                          |
| Espírito Santo     | Venda Nova do Imigrante    |                    | 28 de março                         | 4 de abril                          |
| Espírito Santo     | Viana                      |                    | 28 de março                         | 4 de abril                          |
| Espírito Santo     | Vila Valério               |                    | 28 de março                         | 4 de abril                          |
| Espírito Santo     | Vila Velha                 |                    | 28 de março                         | 4 de abril                          |
| Espírito Santo     | Vitória                    |                    | 28 de março                         | 4 de abril                          |
| Goiás              | Ipameri                    |                    | 19 de fevereiro                     | 26 de fevereiro                     |
| Goiás              | Catalão                    |                    | 19 de fevereiro                     | 27 de fevereiro                     |
| Goiás              | Abadia de Goiás            |                    | 1 de março                          | 29 de março                         |
| Goiás              | Aparecida de Goiânia       |                    | 1 de março                          | 29 de março                         |
| Goiás              | Aragoiânia                 |                    | 1 de março                          | 29 de março                         |
| Goiás              | Bela Vista de Goiás        |                    | 1 de março                          | 29 de março                         |
| Goiás              | Bonfinópolis               |                    | 1 de março                          | 29 de março                         |
| Goiás              | Caldazinha                 |                    | 1 de março                          | 29 de março                         |
| Goiás              | Goiânia                    |                    | 1 de março                          | 29 de março                         |
| Goiás              | Goianira                   |                    | 1 de março                          | 29 de março                         |
| Goiás              | Hidrolândia                |                    | 1 de março                          | 29 de março                         |
| Goiás              | Nerópolis                  |                    | 1 de março                          | 29 de março                         |
| Goiás              | Santo Antônio de Goiás     |                    | 1 de março                          | 29 de março                         |
| Goiás              | Trindade                   |                    | 1 de março                          | 29 de março                         |
| Goiás              | Águas Lindas de Goiás      |                    | 23 de março                         | 30 de março                         |
| Mato Grosso do Sul | Coronel Sapucaia           |                    | 13 de fevereiro                     | 21 de fevereiro                     |
| Minas Gerais       | Patos de Minas             |                    | 15 de fevereiro                     | 4 de março                          |
| Minas Gerais       | Além Paraíba               |                    | 13 de março                         | 28 de março                         |
| Minas Gerais       | Bueno Brandão              |                    | 27 de março                         | 28 de março                         |
| Minas Gerais       | Bueno Brandão              | 2 de abril         | 4 de abril                          |                                     |
| Minas Gerais       | Campo do Meio              |                    | 27 de março                         | 5 de abril                          |
| Pará               | Alenquer                   |                    | 1 de fevereiro                      | 21 de fevereiro                     |
| Pará               | Almeirim                   |                    | 1 de fevereiro                      | 21 de fevereiro                     |
| Pará               | Belterra                   |                    | 1 de fevereiro                      | 21 de fevereiro                     |
| Pará               | Curuá                      |                    | 1 de fevereiro                      | 21 de fevereiro                     |
| Pará               | Faro                       |                    | 1 de fevereiro                      | 21 de fevereiro                     |
| Pará               | Juruti                     |                    | 1 de fevereiro                      | 21 de fevereiro                     |
| Pará               | Mojuí dos Campos           |                    | 1 de fevereiro                      | 21 de fevereiro                     |
| Pará               | Monte Alegre               |                    | 1 de fevereiro                      | 21 de fevereiro                     |
| Pará               | Óbidos                     |                    | 1 de fevereiro                      | 21 de fevereiro                     |
| Pará               | Placas                     |                    | 1 de fevereiro                      | 21 de fevereiro                     |
| Pará               | Prainha                    |                    | 1 de fevereiro                      | 21 de fevereiro                     |
| Pará               | Santarém                   |                    | 1 de fevereiro                      | 21 de fevereiro                     |
| Pará               | Terra Santa                |                    | 1 de fevereiro                      | 21 de fevereiro                     |
| Pará               | Ananindeua                 |                    | 15 de março                         | 29 de março                         |
| Pará               | Belém                      |                    | 15 de março                         | 29 de março                         |
| Pará               | Benevides                  |                    | 15 de março                         | 29 de março                         |
| Pará               | Marituba                   |                    | 15 de março                         | 29 de março                         |
| Pará               | Muaná                      |                    | 15 de março                         | 29 de março                         |
| Pará               | São Sebastião da Boa Vista |                    | 15 de março                         | 29 de março                         |
| Pará               | Santa Bárbara do Pará      |                    | 15 de março                         | 29 de março                         |
| Pará               | Baião                      |                    | 16 de março                         | 29 de março                         |
| Pará               | São Caetano de Odivelas    |                    | 16 de março                         | 29 de março                         |
| Pará               | Moju                       |                    | 16 de março                         | 30 de março                         |
| Pará               | Abaetetuba                 |                    | 17 de março                         | 31 de março                         |
| Pará               | Cametá                     |                    | 17 de março                         | 31 de março                         |
| Pará               | Salvaterra                 |                    | 17 de março                         | 31 de março                         |
| Pará               | Igarapé-Miri               |                    | 18 de março                         | 22 de março                         |
| Pará               | Ponta de Pedras            |                    | 18 de março                         | 22 de março                         |
| Pará               |                            | Afuá               | 19 de março                         | 26 de março                         |
| Pará               | Vigia                      |                    | 19 de março                         | 1° de abril                         |
| Pará               | Santo Antônio do Tauá      |                    | 20 de março                         | 27 de março                         |
| Pará               | Parauapebas                |                    | 21 de março                         | 28 de março                         |
| Pará               | Canaã dos Carajás          |                    | 24 de março                         | 4 de abril                          |
| Pará               | Itaituba                   |                    | 26 de março                         | 29 de março                         |
| Pará               | Altamira                   |                    | 27 de março                         | 4 de abril                          |
| Pará               | Bagre                      |                    | 27 de março                         | 7 de abril                          |
| Pará               | Breves                     |                    | 27 de março                         | 7 de abril                          |
| Pará               | Curralinho                 |                    | 27 de março                         | 7 de abril                          |
| Pará               | Melgaço                    |                    | 27 de março                         | 7 de abril                          |
| Pará               | Portel                     |                    | 27 de março                         | 7 de abril                          |
| Pará               | Bragança                   |                    | 6 de abril                          | 13 de abril                         |
| Pará               | Santa Bárbara do Pará      |                    | 8 de abril                          | 15 de abril                         |
| Pará               | Paragominas                |                    | 10 de abril 17 de abril 24 de abril | 11 de abril 18 de abril 25 de abril |
| Pará               | Conceição do Araguaia      |                    | 4 de junho                          | 14 de junho                         |
| Paraná             | Matinhos                   |                    | 25 de fevereiro                     | 10 de março                         |
| Paraná             | Curitiba                   |                    | 13 de março                         | 5 de abril                          |
| Paraná             | Bela Vista do Paraíso      |                    | 15 de março                         | 22 de março                         |
| Paraná             | Campo Largo                |                    | 16 de março                         | 5 de abril                          |
| Paraná             | Colombo                    |                    | 16 de março                         | 5 de abril                          |
| Paraná             | Pinhais                    |                    | 16 de março                         | 5 de abril                          |
| Paraná             | Alvorada do Sul            |                    | 18 de março                         | 22 de março                         |
| Paraná             | Assaí                      |                    | 18 de março                         | 22 de março                         |
| Paraná             | Lupionópolis               |                    | 18 de março                         | 22 de março                         |
| Paraná             | Prado Ferreira             |                    | 18 de março                         | 22 de março                         |
| Paraná             | Primeiro de Maio           |                    | 18 de março                         | 22 de março                         |
| Paraná             | Sertanópolis               |                    | 18 de março                         | 22 de março                         |
| Paraná             | Ponta Grossa               |                    | 18 de março                         | 28 de março                         |
| Paraná             | São José dos Pinhais       |                    | 18 de março                         | 5 de abril                          |
| Paraná             | Almirante Tamandaré        | 19 de março        |                                     | 5 de abril                          |
| Paraná             | Araucária                  | 19 de março        |                                     | 5 de abril                          |
| Paraná             | Campina Grande do Sul      | 19 de março        |                                     | 5 de abril                          |
| Paraná             | Fazenda Rio Grande         | 19 de março        |                                     | 5 de abril                          |
| Paraná             | Piraquara                  | 19 de março        |                                     | 5 de abril                          |
| Paraná             | Quatro Barras              | 19 de março        |                                     | 5 de abril                          |
| Paraná             | Umuarama                   |                    | 25 de março                         | 29 de março                         |
| Paraná             | Foz do Iguaçu              |                    | 27 de março                         | 29 de março                         |
| Pernambuco         | Afogados da Ingazeira      |                    | 24 de março                         | 28 de março                         |
| Pernambuco         | Brejinho                   |                    | 24 de março                         | 28 de março                         |
| Pernambuco         | Carnaíba                   |                    | 24 de março                         | 28 de março                         |
| Pernambuco         | Iguaracy                   |                    | 24 de março                         | 28 de março                         |
| Pernambuco         | Ingazeira                  |                    | 24 de março                         | 28 de março                         |
| Pernambuco         | Itapetim                   |                    | 24 de março                         | 28 de março                         |
| Pernambuco         | Quixaba                    |                    | 24 de março                         | 28 de março                         |
| Pernambuco         | Santa Terezinha            |                    | 24 de março                         | 28 de março                         |
| Pernambuco         | São José do Egito          |                    | 24 de março                         | 28 de março                         |
| Pernambuco         | Sertânia                   |                    | 24 de março                         | 28 de março                         |
| Pernambuco         | Solidão                    |                    | 24 de março                         | 28 de março                         |
| Pernambuco         | Tabira                     |                    | 24 de março                         | 28 de março                         |
| Pernambuco         | Tuparetama                 |                    | 24 de março                         | 28 de março                         |
| Rio de Janeiro     | Campos dos Goytacazes      |                    | 20 de março                         | 28 de março                         |
| Rio de Janeiro     | Rio das Ostras             |                    | 23 de março                         | 4 de abril                          |
| Rio de Janeiro     | São João da Barra          |                    | 24 de março                         | 31 de março                         |
| Rio de Janeiro     | Niterói                    |                    | 26 de março                         | 8 de abril                          |
| Rio de Janeiro     | Rio de Janeiro             |                    | 26 de março                         | 8 de abril                          |
| Rio Grande do Sul  | Tupanciretã                |                    | 25 de fevereiro                     | 1 de março                          |
| Santa Catarina     | Chapecó                    |                    | 22 de fevereiro                     | 28 de fevereiro                     |
| São Paulo          | Américo Brasiliense        |                    | 21 de fevereiro                     | 27 de fevereiro                     |
| São Paulo          | Araraquara                 |                    | 21 de fevereiro                     | 27 de fevereiro                     |
| São Paulo          | Santa Lúcia                |                    | 21 de fevereiro                     | 27 de fevereiro                     |
| São Paulo          | Boa Esperança do Sul       |                    | 22 de fevereiro                     | 24 de fevereiro                     |
| São Paulo          | Capão Bonito               |                    | 11 de março                         | 15 de março                         |
| São Paulo          | Guareí                     |                    | 15 de março                         | 19 de março                         |
| São Paulo          | Altinópolis                |                    | 17 de março                         | 21 de março                         |
| São Paulo          | Bady Bassitt               |                    | 17 de março                         | 21 de março                         |
| São Paulo          | Barrinha                   |                    | 17 de março                         | 21 de março                         |
| São Paulo          | Batatais                   |                    | 17 de março                         | 21 de março                         |
| São Paulo          | Brodowski                  |                    | 17 de março                         | 21 de março                         |
| São Paulo          | Ibirá                      |                    | 17 de março                         | 21 de março                         |
| São Paulo          | Jaboticabal                |                    | 17 de março                         | 21 de março                         |
| São Paulo          | Jales                      |                    | 17 de março                         | 21 de março                         |
| São Paulo          | Mira Estrela               |                    | 17 de março                         | 21 de março                         |
| São Paulo          | Monte Aprazível            |                    | 17 de março                         | 21 de março                         |
| São Paulo          | Nova Aliança               |                    | 17 de março                         | 21 de março                         |
| São Paulo          | Nova Granada               |                    | 17 de março                         | 21 de março                         |
| São Paulo          | Orlândia                   |                    | 17 de março                         | 21 de março                         |
| São Paulo          | Palestina                  |                    | 17 de março                         | 21 de março                         |
| São Paulo          | Ribeirão Preto             |                    | 17 de março                         | 21 de março                         |
| São Paulo          | Sales                      |                    | 17 de março                         | 21 de março                         |
| São Paulo          | Santa Cruz da Esperança    |                    | 17 de março                         | 21 de março                         |
| São Paulo          | Guapiaçu                   |                    | 17 de março                         | 31 de março                         |
| São Paulo          | Icém                       |                    | 17 de março                         | 31 de março                         |
| São Paulo          | São José do Rio Preto      |                    | 17 de março                         | 31 de março                         |
| São Paulo          | Itaporanga                 |                    | 19 de março                         | 21 de março                         |
| São Paulo          | Itaporanga                 | 26 de março        | 28 de março                         |                                     |
| São Paulo          | Valentim Gentil            |                    | 20 de março                         | 28 de março                         |
| São Paulo          |                            | Álvares Florence   | 21 de março                         | 28 de março                         |
| São Paulo          | Américo de Campos          |                    | 21 de março                         | 28 de março                         |
| São Paulo          | Cardoso                    |                    | 21 de março                         | 28 de março                         |
| São Paulo          | Cosmorama                  |                    | 21 de março                         | 28 de março                         |
| São Paulo          | Floreal                    |                    | 21 de março                         | 28 de março                         |
| São Paulo          | Magda                      |                    | 21 de março                         | 28 de março                         |
| São Paulo          | Parisi                     |                    | 21 de março                         | 28 de março                         |
| São Paulo          | Pontes Gestal              |                    | 21 de março                         | 28 de março                         |
| São Paulo          | Riolândia                  |                    | 21 de março                         | 28 de março                         |
| São Paulo          | Votuporanga                |                    | 21 de março                         | 28 de março                         |
| São Paulo          | Cerqueira César            |                    | 22 de março                         | 5 de abril                          |
| São Paulo          | Bertioga                   |                    | 23 de março                         | 4 de abril                          |
| São Paulo          | Cubatão                    |                    | 23 de março                         | 4 de abril                          |
| São Paulo          | Guarujá                    |                    | 23 de março                         | 4 de abril                          |
| São Paulo          | Itanhaém                   |                    | 23 de março                         | 4 de abril                          |
| São Paulo          | Mongaguá                   |                    | 23 de março                         | 4 de abril                          |
| São Paulo          | Peruíbe                    |                    | 23 de março                         | 4 de abril                          |
| São Paulo          | Praia Grande               |                    | 23 de março                         | 4 de abril                          |
| São Paulo          | Santos                     |                    | 23 de março                         | 4 de abril                          |
| São Paulo          | São Vicente                |                    | 23 de março                         | 4 de abril                          |
| São Paulo          | Registro                   |                    | 25 de março                         | 4 de abril                          |
| São Paulo          | Conchas                    |                    | 26 de março                         | 4 de abril                          |
| São Paulo          | Embu-Guaçu                 |                    | 26 de março                         | 4 de abril                          |
| São Paulo          | Laranjal Paulista          |                    | 26 de março                         | 4 de abril                          |
| São Paulo          | Águas de São Pedro         |                    | 27 de março                         | 4 de abril                          |
| São Paulo          | Charqueada                 |                    | 27 de março                         | 4 de abril                          |
| São Paulo          | Ipeúna                     |                    | 27 de março                         | 4 de abril                          |
| São Paulo          | Piracicaba                 |                    | 27 de março                         | 4 de abril                          |
| São Paulo          | Santa Maria da Serra       |                    | 27 de março                         | 4 de abril                          |
| São Paulo          | São Pedro                  |                    | 27 de março                         | 4 de abril                          |
| São Paulo          | Guaíra                     |                    | 1 de abril                          | 7 de abril                          |
| São Paulo          | Batatais                   |                    | 15 de maio                          | 31 de maio                          |
| São Paulo          | Bebedouro                  |                    | 20 de maio                          | 30 de maio                          |
| São Paulo          | Ribeirão Preto             |                    | 27 de maio                          | 2 de junho                          |
| São Paulo          | Franca                     |                    | 27 de maio                          | 10 de junho                         |
| São Paulo          | Araraquara                 |                    | 20 de junho                         | 27 de junho                         |

### Amapá
Em 16 de março, o governador do Amapá, Waldez Góes (PDT), anunciou que o Estado adotará o lockdown a partir das 6h de 18 de março, com endurecimento de restrições em relação aos serviços não essenciais. As medidas valerão até 24 de março. O Estado foi classificado na fase “roxa” de classificação de riscos, a mais grave.

### Bahia
Após a lotação total dos leitos na cidade de Guanambi, a prefeitura local decretou a situação de bloqueio que se iniciará em 1° de março e se estendeu por 15 dias. Em 5 de março, a prefeitura de Serrinha e mais 14 cidades decretaram o fechamento das atividades não essenciais para conter o avanço do vírus. Em 7 de março, as regiões de Juazeiro e Senhor do Bonfim decretaram o bloqueio total válido por 3 dias. Em 18 de março, ambas regiões decretaram um novo lockdown tendo início em 22 de março e permanecendo por 7 dias. A ampliação das medidas restritivas nas duas regiões foi definida pelo Governo do Estado e prefeituras na tentativa de frear a disseminação da Covid-19.

### Ceará
Após um crescimento de casos e mortes em Mombaça, no dia 24 de fevereiro, o prefeito Orlando Filho anunciou a situação de bloqueio total na cidade; as medidas funcionarão entre o dia 25 de fevereiro e 1° de março. No dia seguinte foi a vez do município de Santa Quitéria decretar lockdown, as medidas ocorrem entre o dia 25 até 4 de março. Nos dias seguintes foram as vezes de Meruoca, Palhano, Pentecoste, Catarina e Itapipoca decretar o isolamento total.
Em 4 de março, após uma reunião envolvendo 18 municípios da Região Norte foi anunciado lockdown em todos esses municípios mantendo apenas o funcionamento dos serviços essenciais. A decisão foi motivada pela rápida disseminação do novo coronavírus em todo o Estado e pelo iminente colapso do sistema público de saúde na região.
No mesmo dia, o prefeito de Fortaleza, José Sarto (PDT) e o governador Camilo Santana (PT), e o secretário de saúde do estado, Dr. Cabeto, durante uma transmissão online para divulgar adoção de lockdown na capital. As autoridades anunciaram nessa a imposição de novo lockdown em Fortaleza, sendo o primeiro em 2021. A medida visa a frear o número de pessoas infectadas pelo novo coronavírus. Durante transmissão ao vivo nas redes sociais, foram feitas recomendações para outros municípios com situação grave no Estado. As novas medidas restritivas na capital cearense permitem o funcionamento somente do comércio considerado essencial. O decreto teve início em 5 de março. No dia seguinte foi a vez de 9 municípios da Serra da Ibiapaba anunciarem o lockdown para conter o avanço da Pandemia. Em 11 de março, o município de Caucaia também anunciou o isolamento total, seguindo o decreto de Fortaleza.

### Distrito Federal
No dia 26 de fevereiro, o governador do Distrito Federal, Ibaneis Rocha (MDB), anunciou o que o lockdown decretado ia durar inicialmente 15 dias, com o retorno das atividades "aos poucos". A medida tem a intenção de evitar o avanço da pandemia do novo coronavírus no DF. Em 8 de março o decreto foi prorrogado por mais uma semana.

### Espírito Santo
Em 23 de março, o prefeito de Barra de São Francisco, Enivaldo dos Anjos (PSD), decretou lockdown com toque de recolher para tentar conter o avanço de Covid-19. O município é considerado epicentro da variante inglesa chamada de B.1.1.7. No dia seguinte Água Doce do Norte e São Gabriel da Palha também decretarem lockdown.
Em 25 de março, o governador do Espírito Santo, Renato Casagrande (PSB), anunciou durante pronunciamento que o estado adotará lockdown a partir de domingo (28), com endurecimento de restrições em relação aos serviços essenciais. As medidas valerão por uma semana. Os principais motivos para as restrições foram o alto número de internações e de mortes por conta do novo coronavírus, a lotação de leitos de UTI e de unidades de saúde, apontou o governador.

### Goiás
Em uma situação de calamidade, o município de Ipameri decretou lockdown total; ocorrido entre 19 e 26 de fevereiro. No dia 19 de fevereiro, foi a vez de Catalão aderir o isolamento total para evitar o avanço da pandemia.
Em 26 de fevereiro, foi anunciado um lockdown em Goiânia e região metropolitana. A medida, que visa conter o avanço do novo coronavírus, foi acertada durante uma reunião emergencial entre prefeitos e o governador de Goiás, Ronaldo Caiado (DEM), além de representantes do Fórum Empresarial. Apenas atividades essenciais relacionadas à alimentação como supermercados, mercearias e serviços de delivery poderão funcionar. Em 23 de março, Águas Lindas de Goiás entrou em lockdown por 1 semana.

### Mato Grosso do Sul
Após entrar na faixa cinza o município de Coronel Sapucaia decretou lockdown para conter o avanço da Covid, mantendo apenas as farmácias, clínicas em regime de urgência, distribuidoras de gás, postos de gasolinas, serviços funerários, serviços públicos, hospitais e os postos de saúde.

### Minas Gerais
Após o aumento de casos e mortes na cidade, a prefeitura de Patos de Minas decretou lockdown total, restrigindo diversas áreas do comércio; o decreto ocorreu entre 15 de fevereiro e 4 de março. Em 13 de março, a prefeitura de Além Paraíba também decretou lockdown.
Em 25 de março, a prefeitura de Bueno Brandão, no Sul de Minas, decretou a suspensão de todas as atividades econômicas por dois finais de semana. Durante o decreto, só poderão funcionar farmácias, atendimentos de urgência e emergência na área de saúde humana e animal, serviços funerários e postos de combustíveis. Enquanto, os estabelecimentos do setor de alimentação e os fornecedores de água mineral e de gás só poderão efetuar entrega em domicílio (delivery).
No dia seguinte, a prefeitura de Campo do Meio, também no sul mineiro, decretou medidas mais duras de restrição no combate a Covid-19. O documento entrou em vigor no sábado (27) e tem validade de 10 dias. Durante esse período, serviços essenciais e não essenciais estão proibidos de funcionar presencialmente. Segundo a prefeitura, a decisão foi tomada devido ao grande número de casos de Covid-19.

### Pará
No dia 30 de janeiro, o governador do estado do Pará, Helder Barbalho, decretou lockdown em 13 municípios da região oeste do Pará, depois do aumento de casos e internações na região além da falta de cilindros de oxigênio em alguns desses municípios.
Em 13 de março, o governador anuncia um segundo lockdown em 5 cidades da Região Metropolitana de Belém, incluindo a capital Belém devido ao colapso da rede de saúde pública e privada na capital paraense e para evitar que aconteça o mesmo na rede pública estadual.
Em 15 de março, a cidade de Cametá também anunciou o isolamento total das atividades após a Grande Belém também ter decretado lockdown. Também entraram em lockdown as cidades de Muaná e São Sebastião da Boa Vista.
Em 16 de março, foi a vez de Abaetetuba também anunciar o isolamento total com o objetivo de evitar um colapso na rede de saúde pública. São Caetano de Odivelas, Moju e Salvaterra também anunciaram a paralisação total das atividades não essenciais por sete dias, sendo estendido depois por quatorze dias.
Em 19 de março, a cidade de Afuá anunciou um lockdown parcial, restringindo a circulação de pessoas das 18h ás 6h.
Em 21 de março, a cidade de Parauapebas decide aderir ao Lockdown de sete dias após a ocupação de leitos de UTI chegar a 100%. Em 24 de março, a cidade de Canaã dos Carajás, no sudeste do estado, decretou 'lockdown' como medida de enfrentamento ao novo coronavírus. Apenas serviços essenciais podem funcionar no município. A medida vale por 12 dias.
Em 27 de março, a cidade de Altamira também adere ao lockdown por sete dias devido a falta de leitos de UTI. Itaituba também decreta lockdown a pedido do Ministério Público devido ao crescimento no número de casos de COVID, iniciando ás 21h do dia 26 até ás 6h do dia 29. As cidades de Bagre, Breves, Curralinho, Melgaço e Portel também entraram em um lockdown de dez dias por conta da falta de estrutura e pelo fato do único hospital da região do Marajó estar no limite, além do alto número de casos confirmados nesses municípios.
A cidade de Bragança decretou lockdown no dia 6 de abril após um crescimento preocupante no número de casos da Covid-19. Em Paragominas foi decretado lockdown apenas aos finais de semana como forma de conter o crescimento de casos de COVID-19.
Em 8 de abril, a cidade de Santa Bárbara do Pará entra novamente em lockdown a pedido do Ministério Público.
Em 4 de junho, a cidade de Conceição do Araguaia anuncia lockdown até o dia 14 de junho, depois que o sistema de saúde da cidade entrou em colapso.

### Paraná
Após dobrar os casos em um período de 60 dias, a cidade de Matinhos decretou bloqueio emergencial, restrigindo suas entradas, o comércio e o litoral do município; o decreto valeu por 14 dias.
Em 12 de março, o prefeito Rafael Greca (DEM) anunciou o isolamento total na capital Curitiba por 9 dias. Outras cidades da região também seguiram Curitiba e decretaram lockdown, como Colombo, Pinhais, Campo Largo e São José dos Pinhais.
Em 16 de março, Ponta Grossa publicou um decreto anunciando um lockdown por 11 dias entre 18 e 28 de março, suspendendo o transporte público.
Em 18 de março, Bela Vista do Paraíso e mais 6 cidades da região Norte também optaram pelo isolamento total. No dia 19, a cidade de Curitiba prorrogou o lockdown por mais 7 dias, além disso o decreto passa a valer em mais 7 cidades da região metropolitana.
Em 23 de março, a Prefeitura de Umuarama, no noroeste do Paraná, anunciou que vai aumentar as restrições de circulação e funcionamento do comércio a partir do dia 25. As lojas deverão ficar fechadas e mercados deverão funcionar apenas com delivery. Segundo o anúncio da prefeitura, apenas farmácias poderão funcionar na cidade por cinco dias. Em 27 de março, Foz do Iguaçu entrou em lockdown válido por um fim de semana.

### Pernambuco
Em 19 de março, durante uma reunião que contou com a presença do governador Paulo Câmara (PSB), do secretário estadual de saúde, André Longo, e do presidente da Associação Municipalista de Pernambuco (Amupe), José Patriota, foi decretado lockdown total na região do Pajeú na mesorregião do Sertão Pernambucano, isso se deve em razão do colapso no sistema de saúde provocado pelo aumento no número de casos da covid-19. Segundo foi definido, o bloqueio terá início em no dia 24 e durará por 4 dias. Inicialmente, está previsto apenas o funcionamento de farmácias e postos de combustíveis, os estabelecimentos comerciais também poderão funcionar com o formato de delivery.

### Rio de Janeiro
Em 19 de março, a Prefeitura de Campos dos Goytacazes, no Norte Fluminense, anunciou o fechamento do comércio da cidade, no qual começou em no dia seguinte. A decisão foi tomada durante reunião do Gabinete de Crise, após os leitos de UTI Covid-19 públicos e privados atingirem 100% de ocupação. Ainda de acordo com a Prefeitura, além do comércio, restaurantes, bares e academias também deverão permanecer fechados. A medida vai durar até o dia 28 de março.
Em 22 de março, os prefeitos da cidade do Rio de Janeiro, Eduardo Paes (DEM), e de Niterói, Axel Grael (PDT), fizeram um anúncio conjunto de novas medidas restritivas para conter o crescente número de casos de Covid-19. Nas duas cidades, o comércio e as demais atividades não essenciais entre elas, atendimento presencial em bares e restaurantes serão proibidos de funcionar a partir do dia 26 se estendendo até 4 de abril, quando as medidas serão reavaliadas. Também serão fechadas escolas, creches e universidades. Nesse período, fica suspenso o funcionamento de quaisquer serviços e atividades. Farmácias e supermercados somente poderão funcionar por meio do sistema de entregas (delivery), devendo ser mantidos fechados para acesso do público ao seu interior. A abertura parcial de portas, portões e afins, bem como o atendimento ao público externo no interior, com ou sem horário marcado, e na porta do estabelecimento, estão proibidos. No mesmo dia, a Prefeitura de Rio das Ostras publicou um novo decreto endurecendo as medidas de combate à Covid-19 na cidade. De acordo com o município, desde o dia 19, a localidade está com 100% de ocupação nos leitos clínicos e de UTI e vive a iminência da falta de medicamentos específicos para intubação de pacientes e a possível falência do sistema funerário. O documento publicado restringe, até o dia 4 de abril, o funcionamento de bares, quiosques, depósitos de bebidas, restaurantes, lanchonetes, pizzarias e similares. Esses estabelecimentos podem funcionar apenas nos modos delivery e drive-thru. O decreto ainda estabelece proibição de permanência em praias, praças, lagoas, lagos, rios, parques e mirantes. Academias, estúdios e similares não devem funcionar. Também não estão liberadas as manifestações religiosas presenciais dentro de templo de qualquer natureza. Continuam permitidas as práticas esportivas individuais à céu aberto, a realização de cultos, missas ou qualquer manifestação religiosa de forma online, e o atendimento individual de aconselhamento espiritual ou confissões, desde que não promovam aglomerações e sigam todas as medidas de prevenção. Também no mesmo dia, Prefeitura de São João da Barra, no Norte Fluminense, publicou um novo decreto em que estabelece regras rígidas para tentar conter o avanço da Covid-19 na cidade. O município trata a medida como um lockdown. As restrições começaram a valer dois dias depois e se estende por 7 dias, mas podem ser alteradas ou prorrogadas caso seja necessário, segundo a Prefeitura. O Hospital de Campanha Covid-19 da cidade chegou a 85% de ocupação dos leitos de UTI no fim de semana anterior, percentual que ainda não tinha sido atingido.

### Rio Grande do Sul
Para freiar o contágio da Covid-19, o município de Tupanciretã decretou o bloqueio total, mantendo apenas os serviços essenciais; o decreto valeu entre os dias 25 de fevereiro e 1° de março.

### Santa Catarina
Após entrar em colapso, a prefeitura de Chapecó decretou lockdown, mantendo apenas as atividades essenciais; a medida ocorreu entre 22 e 28 de fevereiro.

### São Paulo
Após 5 dias com a ocupação total dos leitos, a cidade de Araraquara decretou bloqueio de emergência mantendo apenas o funcionamento das farmácias e estabelecimentos de saúde, o bloqueio aconteceu entre 21 e 27 de fevereiro.
Em 11 de março, o município de Capão Bonito decretou lockdown de cinco dias mantendo apenas o funcionamento das farmácias, postos de gasolina e estabelecimentos de saúde.
Em 14 de março, uma reunião de emergência aprovou lockdown em São José do Rio Preto entre 17 e 21 de março, o decreto também valerá para as cidades da região do município. Supermercados poderiam trabalhar somente por sistema de delivery e o transporte público não pôde funcionar. No dia seguinte a cidade de Guareí decretou um bloqueio total válido por 4 dias tendo medidas mais restritivas devido ao aumento do número de casos e internações por Covid-19, com o objetivo de tentar conter a propagação da pandemia do coronavírus.
Em 16 de março, Ribeirão Preto e mais 7 cidades da região anunciaram lockdown por cinco dias, entre 17 e 21 de março, fazendo até padarias e mercados fecharem as portas. Um dia depois a cidade de Itaporanga, decretou o bloqueio das atividades válidos pelos 2 próximos fins de semana. Em 17 de março, a Prefeitura de Valentim Gentil decretou lockdown total no municipio que teve início dia 20 e durando por 8 dias. As medidas restritivas integram um decreto publicado pelo prefeito Adilson Segura (PSDB) numa edição extra do Diário Oficial. O decreto suspende as atividades presenciais no comércio, nas indústrias e até em serviços considerados essenciais, como os supermercados. O documento também proibe a circulação de pessoas e veículos pelo municipio e a retirada de produtos nos estabelecimentos (o take away) durante o período de vigência do lockdown. Em 18 de março, foi a vez de Cerqueira César decretar lockdown para freiar o aumento de casos as medidas teriam início em 22 de março.
Em 19 de março, o Conselho de Desenvolvimento da Baixada Santista (Condesb) aprovou em uma reunião virtual, a implantação de lockdown nos nove municípios da região. As restrições valem por 13 dias tendo início dia 23. Será permitido apenas a circulação de pessoas e veículos para a compra de remédios, atendimento ou socorro médico de pessoas ou animais, embarque e desembarque em terminal rodoviário, atendimento de urgências e necessidades inadiáveis, bem como a prestação de serviços permitida no decreto. No mesmo dia, a Prefeitura de Votuporanga e mais 9 cidades anunciou medidas mais restritivas que a fase emergencial do Plano São Paulo para frear o avanço do novo coronavírus. Entre as principais, estão a suspensão do serviço de transporte coletivo e a proibição de atendimento presencial em supermercados, mercados e similares. De acordo com a prefeitura, os serviços e outros, como açougues, padarias, restaurantes e lanchonetes, poderão trabalhar apenas no sistema delivery, das 6h às 23h.
Em 22 de março, o prefeito de Piracicaba, Luciano Almeida, anunciou durante uma live pelas redes sociais da Prefeitura, detalhes do plano de combate à Covid-19 no município, sendo um dele o isolamento total que será colocado em prática de no dia 27, com duração de 9 dias. O plano tem como objetivo a redução da circulação de pessoas e, consequentemente, redução do contágio da doença. Dois dias depois, durante uma reunião mas 5 municípios seguiram o decreto de Itapetininga, e anunciaram o fechamento das atividades consideradas não essenciais.
Em 23 de março, o prefeito de Laranjal Paulista, Alcides de Moura Campos Júnior (PSD), anunciou em suas redes sociais o bloqueio total no município tendo início em 26 de março e se estendendo por 10 dias. Os municípios de Conchas e Embu-Guaçu também optaram pelo fechamento total.
Em 24 de março, a Prefeitura de Registro, no interior paulista, decretou medidas mais restritivas para conter o avanço da Covid-19. A administração definiu como lockdown o período de 25 de março à 4 de abril. De acordo com a prefeitura, as novas medidas foram determinadas devido à aceleração dos números de casos confirmados e óbitos por Covid-19, ao índice de isolamento social muito abaixo do recomendado e à alta taxa de ocupação de leitos em hospitais públicos e particulares da região do Vale do Ribeira.
Em 1° de abril, a cidade de Guaíra entrou em lockdown.
Em 13 de maio, o prefeito de Batatais, Juninho Gaspar (PP), decretou lockdown no município entre os dias 15 e 31 de maio. Supermercados poderiam atender somente por sistema de delivery entre os dias 18 e 31 de maio.
Em 17 de maio, o prefeito de Bebedouro, Lucas Seren (DEM), decretou lockdown no município entre os dias 20 e 30 de maio.
Em 24 de maio, os municípios de Franca e Ribeirão Preto decretaram lockdown com fechamento total de todo o comércio e serviços, incluindo supermercados. O período de lockdown em Franca foi entre os dias 27 de maio e 10 de junho. Já em Ribeirão Preto, esse período foi entre os dias 27 e 31 de maio, sendo prorrogado até 2 de junho.
Em 17 de junho, a cidade de Araraquara decretou novo lockdown entre os dias 20 e 27 de junho.